# غار شول
غار شول مربوط به دوران پیش از تاریخ ایران باستان - است و در شهرستان مرودشت، بخش مرکزی، روستای شول سارویی واقع شده و این اثر در تاریخ ۲۲ مرداد ۱۳۸۴ با شمارهٔ ثبت ۱۳۳۵۱ به‌عنوان یکی از آثار ملی ایران به ثبت رسیده است.